# Troy Loney
Troy Loney (né le 21 septembre 1963 à Bow Island en Alberta au Canada) est un  joueur professionnel de hockey sur glace ; il évolue en tant que professionnel entre 1983 et 1995, remportant la Coupe Stanley avec les Penguins de Pittsburgh en 1990-1991 et 1992.

## Biographie

### Carrière junior
Troy Loney commence le hockey en jouant avec les Taber Midnight Sons en 1979-1980 ; lors de la saison suivante, il rejoint l'équipe junior des Broncos de Lethbridge qui évoluent dans la Ligue de hockey de l'Ouest. Il termine cette première saison dans la LHOu avec trente-et-un points alors que l'équipe est menée par Brent Sutter qui compte cent-huit réalisations. Les Broncons sont qualifiés pour les séries mais perdent en quarts de finale contre les Wranglers de Calgary trois rencontres à une.
Au cours de la saison 1981-1982, les joueurs de Lethbridge finissent en-tête du classement de la ligue avec cent points alors que Loney comptabilise cinquante-sept points. Grâce à cette première place, les Broncos passent directement en demi-finale mais ils sont éliminés par les Pats de Regina en sept rencontres.
En 1982, il participe au repêchage d'entrée de la Ligue nationale de hockey de  1982 ; il est le troisième choix des Penguins de Pittsburgh, le 52e joueur au total. Il reste jouer une dernière saison dans la LHOu avec les Broncos qui terminent cinquième de leur division ; ils parviennent néanmoins à passer tous les tours des séries pour jouer la finale de la Coupe Memorial, tournoi regroupant les meilleures équipes de la Ligue canadienne de hockey,. L'édition 1983 de la Coupe comprend donc les Broncos pour la LHOu, le Junior de Verdun de la Ligue de hockey junior majeur du Québec, les Generals d'Oshawa de la Ligue de hockey de l'Ontario et enfin les Winterhawks de Portland qui évoluent également dans la LHOu et sont invités en tant qu'hôte du tournoi. Finalement, ce sont ces derniers qui remportent la Coupe alors que les Broncos perdent dès le premier tour du tournoi.

### Carrière professionnelle
Il fait ses débuts dans la LNH en jouant au cours de la saison 1983-1984 de la LNH mais passe la majeure partie de la saison pour l'équipe de la Ligue américaine de hockey associée aux Penguins, les Skipjacks de Baltimore.
Il joue pour les Penguins jusqu'au repêchage d'expansion de la LNH 1993 où les Penguins le placent sur la liste des joueurs libres. 
Les Mighty Ducks d'Anaheim le choisissent et il quitte alors la franchise des Penguins ; avec 532 matchs joués en saison régulière, il est, au début de la saison 2011-2012 le onzième joueur le plus utilisé par Pittsburgh depuis les débuts de l'équipe en 1967. Loney devient le premier capitaine de la nouvelle équipe de la LNH.
Il fera une saison dans la nouvelle franchise avant de rejoindre New York et ses deux clubs les Islanders et les Rangers. Avec ces derniers il jouera même un match des séries éliminatoires de 1995 avant de mettre fin à sa carrière.

## Statistiques
| Saison     | Équipe                  | Ligue      |     | Saison régulière | Saison régulière | Saison régulière | Saison régulière | Saison régulière |    | Séries éliminatoires | Séries éliminatoires | Séries éliminatoires | Séries éliminatoires | Séries éliminatoires |
| Saison     | Équipe                  | Ligue      | PJ  | B                | A                | Pts              | Pun              | PJ               | B  | A                    | Pts                  | Pun                  |                      |                      |
| 1980-1981  | Broncos de Lethbridge   | LHOu       | 71  | 18               | 13               | 31               | 100              | 9                | 2  | 3                    | 5                    | 14                   |                      |                      |
| 1981-1982  | Broncos de Lethbridge   | LHOu       | 71  | 26               | 31               | 57               | 152              | 12               | 3  | 3                    | 6                    | 10                   |                      |                      |
| 1982-1983  | Broncos de Lethbridge   | LHOu       | 72  | 33               | 34               | 67               | 156              | 20               | 10 | 7                    | 17                   | 43                   |                      |                      |
| 1983-1984  | Skipjacks de Baltimore  | LAH        | 63  | 18               | 13               | 31               | 147              | 10               | 0  | 2                    | 2                    | 19                   |                      |                      |
| 1983-1984  | Penguins de Pittsburgh  | LNH        | 13  | 0                | 0                | 0                | 9                |                  |    |                      |                      |                      |                      |                      |
| 1984-1985  | Skipjacks de Baltimore  | LAH        | 15  | 4                | 2                | 6                | 25               |                  |    |                      |                      |                      |                      |                      |
| 1984-1985  | Penguins de Pittsburgh  | LNH        | 46  | 10               | 8                | 18               | 59               |                  |    |                      |                      |                      |                      |                      |
| 1985-1986  | Skipjacks de Baltimore  | LAH        | 33  | 12               | 11               | 23               | 84               |                  |    |                      |                      |                      |                      |                      |
| 1985-1986  | Penguins de Pittsburgh  | LNH        | 47  | 3                | 9                | 12               | 95               |                  |    |                      |                      |                      |                      |                      |
| 1986-1987  | Skipjacks de Baltimore  | LAH        | 40  | 13               | 14               | 27               | 134              |                  |    |                      |                      |                      |                      |                      |
| 1986-1987  | Penguins de Pittsburgh  | LNH        | 23  | 8                | 7                | 15               | 22               |                  |    |                      |                      |                      |                      |                      |
| 1987-1988  | Penguins de Pittsburgh  | LNH        | 65  | 5                | 13               | 18               | 151              |                  |    |                      |                      |                      |                      |                      |
| 1988-1989  | Penguins de Pittsburgh  | LNH        | 69  | 10               | 6                | 16               | 165              | 11               | 1  | 3                    | 4                    | 24                   |                      |                      |
| 1989-1990  | Penguins de Pittsburgh  | LNH        | 67  | 11               | 16               | 27               | 168              |                  |    |                      |                      |                      |                      |                      |
| 1990-1991  | Lumberjacks de Muskegon | LIH        | 2   | 0                | 0                | 0                | 5                |                  |    |                      |                      |                      |                      |                      |
| 1990-1991  | Penguins de Pittsburgh  | LNH        | 44  | 7                | 9                | 16               | 85               | 24               | 2  | 2                    | 4                    | 41                   |                      |                      |
| 1991-1992  | Penguins de Pittsburgh  | LNH        | 76  | 10               | 16               | 26               | 127              | 21               | 4  | 5                    | 9                    | 32                   |                      |                      |
| 1992-1993  | Penguins de Pittsburgh  | LNH        | 82  | 5                | 16               | 21               | 99               | 10               | 1  | 4                    | 5                    | 0                    |                      |                      |
| 1993-1994  | Mighty Ducks d'Anaheim  | LNH        | 62  | 13               | 6                | 19               | 88               |                  |    |                      |                      |                      |                      |                      |
| 1994-1995  | Islanders de New York   | LNH        | 26  | 5                | 4                | 9                | 23               |                  |    |                      |                      |                      |                      |                      |
| 1994-1995  | Rangers de New York     | LNH        | 4   | 0                | 0                | 0                | 0                | 1                | 0  | 0                    | 0                    | 0                    |                      |                      |
| Totaux LNH | Totaux LNH              | Totaux LNH | 624 | 87               | 110              | 197              | 1091             | 67               | 8  | 14                   | 22                   | 97                   |                      |                      |